# 簫
簫（「しょう」、または簫の笛、「しょうのふえ」）は、東アジアの気鳴楽器である。竹管を使った縦吹き・ノンリードのフルートであり、単管のものとパンパイプ型の二種があり、八音ではいずれも「竹」に属する。

## 単管の簫

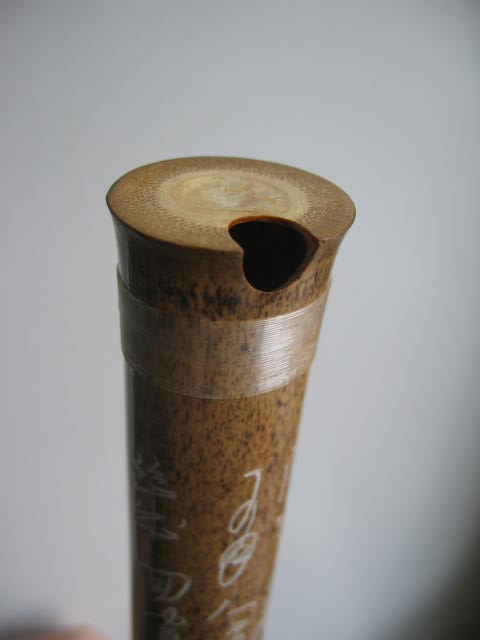
洞簫の歌口（吹口）。演奏時は穴を上に向け、上唇は穴を覆わない。

宋代以降、洞簫（拼音: dòngxiāo）と一般に呼ばれる。長さ80センチメートルほどで、表5孔、裏1孔がある。多くは竹製だが、玉や磁器で作られたものもある。歌口は、管壁の外側を削る尺八と異なり、管壁の内側を斜めにえぐっており、えぐり方も小さい。下端の後側には2-4個の出音孔がつけられている。
もとは漢代に篴（てき）と呼ばれた羌笛（きょうてき）、すなわち甘粛・四川地方の少数民族が使っていた3-4孔の葦笛が東に伝わったものといわれる。前1世紀に京房が背面に1孔を加えて5孔とした。清朝の雅楽用の洞簫は、長さ54センチメートル、表5孔・裏1孔となっている。

### 中国の洞簫
中国では今日でも独奏・合奏・歌唱伴奏・地方戯曲や語り物音楽の伴奏などで洞簫は広く使われており、現在の種類としては次の三種が挙げられる。
- 鳳凰簫 - 管の直径が約2.2センチメートル。6孔[1]。
- 玉屏簫 - 管の直径が約1.05センチメートル。6孔[1]。節を削った[3]、淡黄色の竹で作られる[1]。西南貴州産のものが知られる[3]。
- 琴簫（雅簫） - 管の直径が約1.7 - 1.8センチメートル。8孔[1]。紫竹で作られる[1]。

福建の南曲では、尺八のように太い、長さ56センチメートルほどの竹製の洞簫が使われる。
短簫という短いタイプも存在する。これは長さ42センチメートル、前に4孔・後に1孔あり、郷楽および室内楽などの正楽でも使われる。

### 日本と朝鮮の洞簫
日本の正倉院に伝わる雅楽尺八も、洞簫の一種である。なお、近世日本の一節切や普化尺八を洞簫と呼ぶこともあるが、楽器としては別物である。
洞簫は高麗時代に朝鮮へ伝わり、雅楽・民間いずれでも用いられる。やはり表5孔・裏1孔だが、清孔をつけてそこに竹紙を貼り、しびれた音色を出すようにしたものもある。
朝鮮には、単管で名前に簫の字のつく楽器として、短簫（タンソ）というものがあり、これは表4孔・裏1孔で、朝鮮の伝統音楽の楽器の中ではポピュラーで、韓国の小学校でも教えられているほどである。

## パンパイプ型の簫

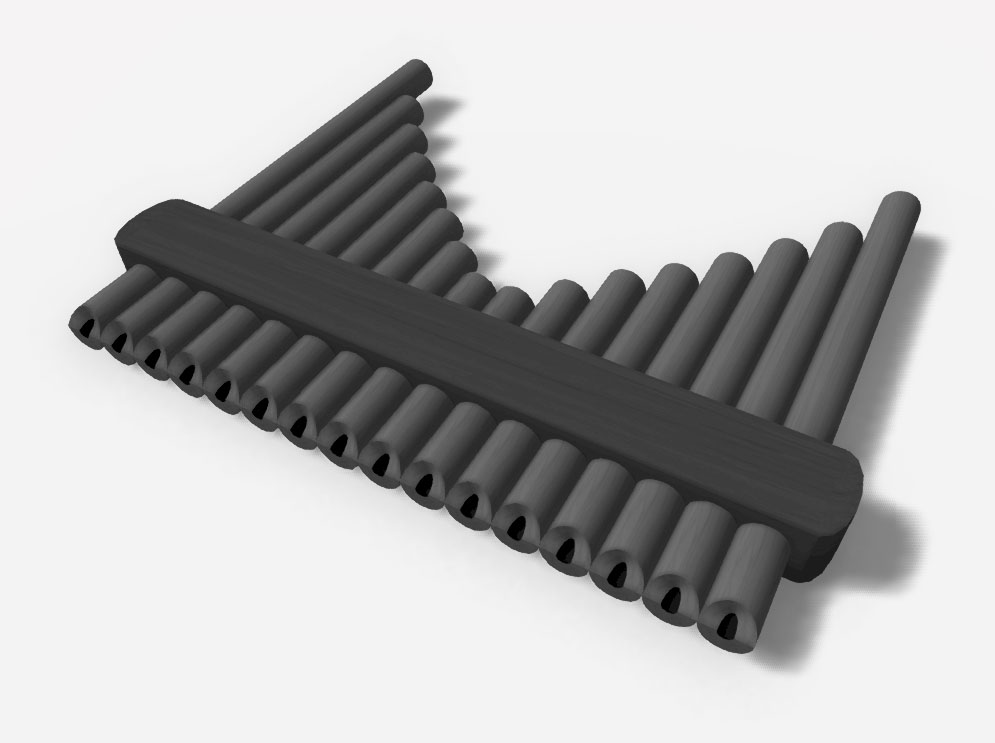
木帯を使ったパンパイプ型の簫の例。

唐代以前は、単に簫と言った場合はパンパイプ型を指した。金・元代以降は排簫（拼音: páixiāo）（排列の意から）、また明代以降は鳳簫とも呼ばれる。長短の竹管 10-24 本を長さ順あるいは左右対称となるよう平らに並べて、木帯でおさえるか（古制）、鳳翼をかたどった木枠に入れる（鳳簫という名の由来）。
中国に古くから存在した楽器と考えられ、伝説上は舜帝あるいは伏羲の作とされる。3世紀-8世紀の西域の于闐や亀茲の壁画に、異なる長さの管を並べたパンパイプ型の簫が描かれているものの、多くの西域楽器の起源となっているインドやイランにパンパイプ型楽器があった証拠はないため、実際の起源は不明である。
殷代の甲骨文中に、既にパンパイプ型の簫の前身と思われる記述が見られ、『詩経』にもその名が見られる。最古の遺物は、湖北省随県曾侯乙墓から発掘された紀元前433年頃のものである。
漢代の『爾雅』によると、当時は大型の「ゲン」（䇾、竹かんむりに言、23管で管長は1尺4寸（約30センチメートル））と小型の「コウ」（筊、竹かんむりに交、16管で管長は1尺2寸）の二種類があった。また同じく漢代には、開管タイプ（管孔が開いた「洞簫」）と、閉管タイプ（管の下が閉じた「底簫」）の二種類があったが、前者はやがて使われなくなった。河南ではパンパイプ型の簫を吹く土偶が発掘されており、漢代にはかなり普及していたことが窺える。漢代の鼓吹楽（打楽器と吹奏楽器を主とし、多くは歌唱を伴う）における主要楽器だったと考えられる。
六朝・隋・唐代には、管は同長にし、中に詰め物をして音律を調整したものが見られる。後代のものは中央部分の管長を短く、両端の管長を長くして鳳翼形の枠におさめている。
隋・唐代の宮廷で演じられた十部伎・二部伎の西域系楽舞では、簫も西域系のものが使われた。十部伎のうち清伎（漢代以来の俗楽）にはほぼ半音階に調律した18管の簫が、亀茲伎には7音音階3オクターヴ21管の簫が使われた。
歌簫というものが鐃吹部（軍楽）に用いられている。
宋の陳暘が著した『楽書』には次のような各種の簫が見られる。
- 10管 - 䇾簫[6]、筊簫[7]、韶簫
- 24管 - 雅簫
- 16管 - 頌簫
- 21管 - 讌楽簫
- 17管 - 清楽簫、教坊簫
- 13管 - 唱簫、和簫、鼓吹簫
- 23管 - 李沖簫

### 日本と朝鮮のパンパイプ型の簫
日本には奈良時代に中国から唐楽の楽器として伝わった。正倉院には甘竹簫と称するパンパイプ型の簫が伝わり、それには詰め物で調律した跡が見られる。この甘竹簫は、明治期に誤った修理を受けてしまったため、2つに分かれていたが、2019年に酵素で接着剤の膠を溶かして管を分離し、分かれていた2つが組み合わせられた。
朝鮮には12世紀初め頃に伝わり、雅楽器として使われた。

## ギャラリー

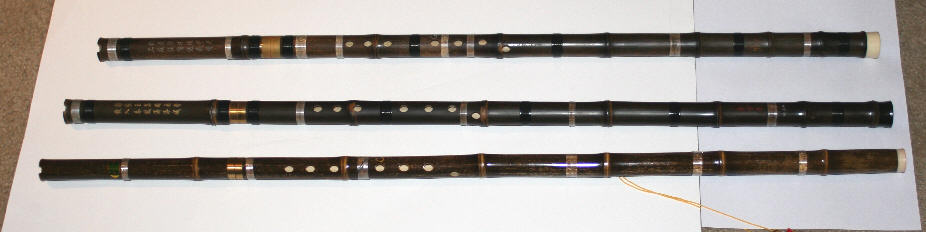
簫
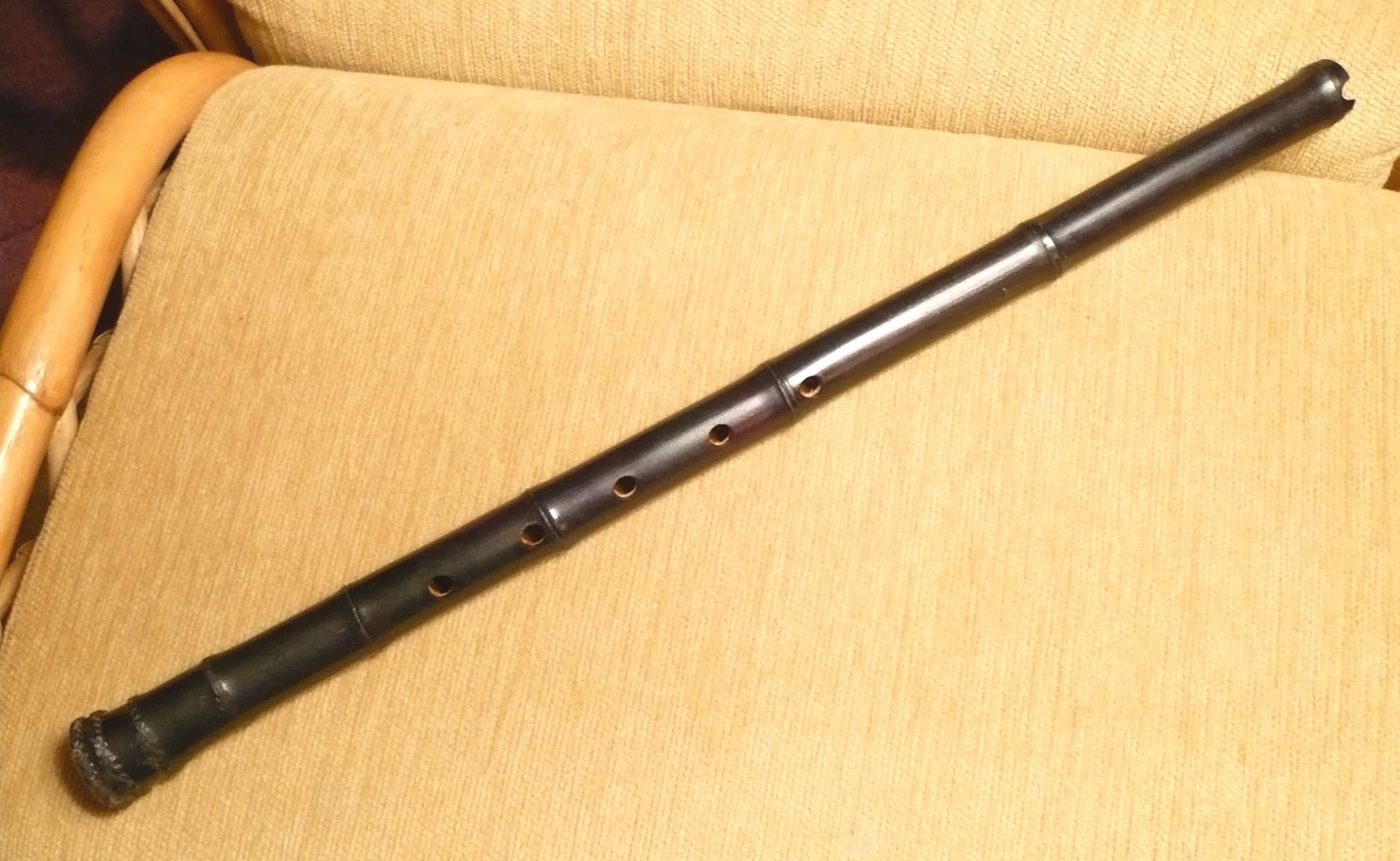
台湾の竹製の洞簫
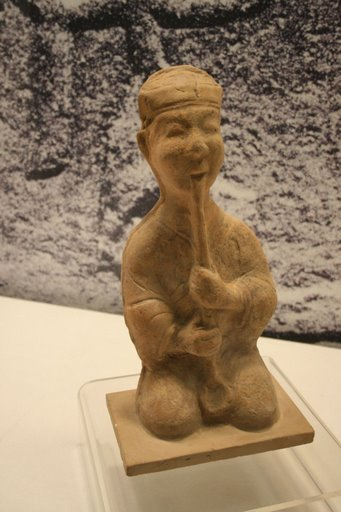
四川省彭山県から出土した後漢時代の人形